# Sewel
Sewel (Aplodontia) – rodzaj ssaków z rodziny sewelowatów (Aplodontiidae).

## Zasięg występowania
Rodzaj obejmuje jeden żyjący współcześnie gatunek występujący w zachodniej Ameryce Północnej.

## Morfologia
Długość ciała (bez ogona) 230–430 mm, długość ogona 20–55 mm; masa ciała 0,6–1,4 kg.

## Systematyka
Rodzaj zdefiniował w 1829 roku szkocki chirurg i przyrodnik John Richardson na łamach The Zoological journal. Na gatunek typowy Richardson wyznaczył (oznaczenie monotypowe) sewela górskiego (A. rufa).

### Etymologia
Aplodontia (Apludontia, Haplodon, Apluodontia, Haploodon, Hapludon, Haploudon, Haplodus, Haploodus, Haploudus, Haploudontia): gr. ἁπλοος haploos ‘pojedynczy, prosty’; οδους odous, οδοντος odontos ‘ząb’.

### Podział systematyczny
Do rodzaju należy jeden występujący współcześnie gatunek:
- Aplodontia rufa (Rafinesque, 1817) – sewel górski

Opisano również gatunek wymarły z miocenu Ameryki Północnej:
- Aplodontia micra Hopkins, 2019